# Бигла (улица в София)
Вижте пояснителната страница за други значения на Бигла.
Бигла е улица в Лозенец. Пресича се от улиците „Драгалевска“, „Трепетлика“, „Джеймс Баучер“, „Плачковица“, „Якубица“, „Бабуна планина“, „Йосиф Обербауер“ и „Златовръх“.

## Обекти
- Национална природо-математическа гимназия, ул.”Бигла” 52